# Ron Davies (chanteur-compositeur)
Pour les articles homonymes, voir Ron Davies.
Ronny Wayne « Ron » Davies (15 janvier 1946 - 30 octobre 2003) est un auteur-compositeur et musicien américain. Peu connu du grand public, ses chansons ont été pourtant interprétées par de nombreux artistes, dont le plus célèbre est David Bowie, qui inclut en 1972 une reprise de son It Ain't Easy dans son album The Rise and Fall of Ziggy Stardust and The Spiders from Mars.

## Biographie
Ronny Wayne naît le 15 janvier 1946 à Shreveport en Louisiane, d'un père chanteur de country nommé Tex Dickerson, relativement populaire dans les années 1940 au Texas et en Oklahoma. Sa mère se remarie rapidement avec Darby Davies, qui adopte Ronny, sa sœur cadette Gail et son frère. La famille s'installe dans le Washington. Gail Davies (en) deviendra une compositrice et productrice de chanson.
C'est à l'âge de 17 ans qu'il commence sa carrière de parolier, écrivant la totalité des chansons de l'album (Outburst!) des Fabulous Wailers, de Tacoma, dans l’État du Washington. A&M Records publie ses deux propres albums, Silent Song Through the Land et U.F.O.
Son principal succès est sa chanson It Ain't Easy — un « blues blanc » — qui est reprise par :
- Three Dog Night, qui donne en 1970[4] à leur album le nom de ce morceau ;
- Long John Baldry, également comme chanson titre de leur album de 1971[4] ;
- David Bowie, sur The Rise and Fall of Ziggy Stardust and the Spiders from Mars  en 1972 ;
- Dave Edmunds dans Rockpile en 1972[4] ;
- la chanteuse soul Bettye Lavette sur son premier album[3] ;
- Claudia Lennear, en 1973 en ouverture de son premier album Phew![4] ;
- Shelby Lynne.

Il est aussi l'auteur de Long, Hard Climb, interprétée par Helen Reddy et Maria Muldaur, de Silent Song Through the Land reprise par The Association, de The Man I Used to Be chantée par Jerry Jeff Walker et de Waitin 'on a Dark-Eyed Girl par Nitty Gritty Dirt Band. 
En 1985, Ron Davies déménage à Nashville où il continue à écrire des chansons. Il tient le rôle principal dans la vidéo de George Jones Cold Hard Truth en 1999, même s'il n'est pas un acteur professionnel.
Ron Davies meurt d'une crise cardiaque à son domicile de Nashville le 30 octobre 2003. En 2013 paraît un album hommage, Unsung Hero: A Tribute To The Music Of Ron Davies qui regroupe 22 de ses chansons interprétées par des artistes américains dont John Prine, Dolly Parton, Vince Gill, Alison Krauss, Delbert McClinton, Crystal Gayle et Benny Golson.

## Discographie
| Année    | Titre                        | Label          |
| -------- | ---------------------------- | -------------- |
| 1970     | Silent Song Through The Land | A&M Records    |
| 1973     | U.F.O.                       | A&M Records    |
| 1978     | I Don't Believe It           | First American |
| 2000     | Lucky To Be Alive            | Cogent Music   |
| 2001     | It Ain't Easy                | Cogent Music   |
| 2003     | Where Does The Time Go?      | Meeshdes Music |
| Posthume |                              |                |
| 2014     | The Kitchen Tapes            | Meeshdes Music |